# Матевосян, Грант Игнатьевич
Грант Игна́тьевич Матевося́н (арм. Հրանտ Իգնատի Մաթևոսյան; 12 февраля 1935, с. Ахнидзор, Туманян — 18 декабря 2002, Ереван) — армянский советский писатель, автор повестей, рассказов и киносценариев.

## Образование
- 1962 — Окончил историко-филологический факультет Армянского педагогического института.
- 1967 — Окончил Высшие сценарные курсы в Москве.

## Оценки современников
Юрий Карабчиевский в книге «Тоска по Армении» (1978)  уверенно называет Матевосяна великим писателем, величайшим среди его советских современников, и сближает его по значению со Львом Толстым.
«Когда я читаю об армянских событиях, я представляю себе, что сейчас испытывает Матевосян. Вот так, через любовь к этому человеку, у меня появились какие-то армянские черты», — писал о нём Сергей Довлатов.

## Повести и рассказы
Стал печататься с 1959 года, в 1961 вышел его очерк «Ахнидзор», в 1967 — первый сборник рассказов «Август».
- 1962 — Мы и наши горы
- 1967 — Август
- 1967 — Алхо
- 1967 — Месроп
- 1968 — Буйволица
- 1973 — Мать едет женить сына
- 1974 — Оранжевый табун
- 1982 — Ташкент
- 1982 — Твой род
- 1984 — Старики
- 1989 — Как ты, Армения?
- Мецамор
- Деревья
- Наш бег
- Нейтральная полоса

## Фильмография
- 1969 — Мы и наши горы
- 1969 — Часть бедняка
- 1975 — Этот зелёный, красный мир
- 1977 — Осеннее солнце
- 1979 — Арамаис Ерзинкян
- 1983 — Хозяин
- 1992 — Национальная армия (автор текста)

## Премии и награды
- 1967 — премия журнала «Дружба народов».
- 1983 — Государственная премия Армянской ССР.
- 1984 — Государственная премия СССР.
- 1996 — Орден Святого Месропа Маштоца
- 1995—2000 — депутат парламента Армении, председатель Союза писателей.
- 2001 — Почётный гражданин Еревана

## Семья
- Дочь — Шогер Матевосян (род. 1962), армянский общественный деятель, журналист.
- Сын — Давид Матевосян, лингвист, поэт, режиссер, сценарист.